# Xara Photo & Graphic Designer
Xara Photo & Graphic Designer este un program de editare a graficii vectoriale creat de către compania britanică Xara, care a fost achiziționată de grupul german MAGIX AG în 2007. Programul a fost cunoscut și sub numele Xara Studio, Xara X și Xara Xtreme.  Versiunea profesională a acestuia se numește Xara Designer Pro.